# Друговейко-Должанская, Светлана Викторовна
Светла́на Ви́кторовна Другове́йко-Должа́нская (род. 9 октября 1965) — российский филолог. Преподавала в СПбГУ с 1991 по 2023 год. Старший научный сотрудник Института русского языка им. В. В. Виноградова. Входит в состав Орфографической комиссии Российской академии наук и филологического совета Тотального диктанта.

## Биография
С детства занималась литературой в литературном клубе «Дерзание» Ленинградского Дворца пионеров, где познакомилась с будущими известными поэтами и литературоведами. Некоторое время была участницей ЛИТО В. Сосноры (1982-83). Уже в детстве публиковала стихи в газете «Ленинские искры», журнале «Искорка» и др..
Окончила филологический факультет ЛГУ (1988); дипломная работа посвящена истории русского языка (поэтика Кирилла Туровского). Будучи студенткой, руководила университетским ЛИТО (совм. с Г. В. Филипповым).
После окончания университета преподавала на кафедре русского языка филфака СПбГУ.
В 1999 инициировала создание в СПбГУ дополнительной специализации «Литературная критика и редактирование» на филологическом факультете, также является одним из создателей и научным руководителем интернет-портала «Культура письменной речи» (www.gramma.ru).
Номинатор премий «Национальный бестселлер», «Русский Букер», член оргкомитета премии «Мнемозина», участник проекта «СПб. Культурный центр им. Андрея Белого».

## Увольнение из СПбГУ и последующие события
Друговейко-Должанская выступила на суде по делу Саши Скочиленко. Филолог нашла ряд ошибок в экспертизе следствия, которую проводила другая сотрудница СПбГУ — кандидат филологических наук Анастасия Гришанина. 29 сентября 2023 года её вызвали на комиссию по этике и уволили за то, что она «с сарказмом отзывается о компетенции коллег», а также ставила «под сомнение профессиональную компетенцию экспертов СПбГУ, а также статус СПбГУ как экспертной организации»
В июле 2024 должна была состояться защита магистерских квалификационных работ студентов Друговейко-Должанской. За несколько дней до заседания администрация СПбГУ распустила и сформировала новую аттестационную комиссию. Заседание комиссии было проведено в «закрытом режиме»: на него не были допущены ни научный руководитель, ни другие студенты, «не пустили также друзей и близких магистрантов». Одна из студенток Друговейко-Должанской не была допущена до защиты: за несколько месяцев до того она была задержана полицией за возложение цветов у Памятника жертвам политических репрессий в память об Алексее Навальном и отчислена из СПБГУ. Из девяти защищавшихся работ две были оценены как «неудовлетворительные», и их авторы были отчислены. Троим защищавшимся были выставлены очевидно заниженные оценки. Лишь четыре работы были оценены как «отличные». Среди участников комиссии самую активную и, как замечают очевидцы, совершенно добровольную роль в преследовании студентов сыграли Анастасия Петрова, Андрей Аствацатуров и Геннадий Слышкин.

## Публикации
- В 2001 (совместно с С. П. Белокуровой): учебно-методическое пособие «Русская лит-ра. Конец XX в. Уроки совр. лит-ры» (СПб.: Паритет)
- В 2003—2005: регулярно публиковались заметки в рубрике «Тиражи и миражи» газ. «СПб. ведомости» («Энциклопедия петербургской жизни»)

как редактор
- сборника «Русская стихотворная эпитафия» (Новая библиотека поэта. Большая серия. СПб., 1998),
- книги серии «Инстанция вкуса» изд-ва «Лимбус Пресс»,
- книгисерии «Творческие объединения Л-да» (сост. Ю. Валиева): «Время и Слово. Лит. студия Дворца пионеров» (СПб., 2006), «Сумерки „Сайгона“» (СПб., 2009), «Лица петербургской поэзии: 1950-90-е. Автобиографии. Авторское чтение: Мат-лы к энциклопедии» (СПб., 2011).
- Редактор и один из составителей сб. «Литературная матрица: Учебник, написанный писателями» (СПб.: Лимбус Пресс, 2011)